# Pierre de Thoisy
Pierre de Thoisy, surnommé El Francés volante au Mexique, né le 5 octobre 1953 à Vichy (Allier), est un pilote automobile français. 

## Biographie
Issu du karting, puis de l'école de pilotage Winfield de Magny-Cours, Pierre de Thoisy s'est illustré en circuits dans plusieurs championnats, en voitures de tourisme, en monoplaces Formule Renault et Formule Ford, puis dans des trophées de marques, dont Porsche 944 Turbo, Venturi, Caterham, AC Cobra et Renault Spider.
Il a été particulièrement actif en endurance, avec 43 participations à des épreuves de 24 Heures sur les circuits du Mans, de Spa et du Nürburgring.
Depuis la fin des années 1990, il participe aussi à de grandes compétitions réservées aux voitures historiques, dont le Tour Auto sur GT, Le Mans Classic et le championnat CER (Classic Endurance Racing) sur prototypes Chevron B21.
Pierre de Thoisy est le détenteur du record absolu de victoires (7) du rallye mexicain la Carrera Panamericana, sur une Studebaker Champion 1953 dont la puissance est poussée à 500 ch, mais aussi du record de vitesse sur route au Mexique, à 316 km/h au volant de sa Studebaker, lors de l'édition 2003, décerné par la police fédérale de Caminos du Mexique.
En dehors des activités de pilote, il a dirigé durant 18 années la publicité commerciale du magazine Sport Auto et plus tard le partenariat, le sponsoring et l'activité événementielle chez Pescarolo Sport et OAK Racing. 
Désormais, il s'est spécialisé dans le marketing sportif, l'événementiel automobile et le coaching en pilotage sur circuits. Il offre son expérience à des particuliers ou à des sociétés, en proposant des sessions de coaching et de découverte sur circuit, notamment sur deux des plus beaux circuits du monde, Spa-Francorchamps (7 km) et le Nürburgring (version de 20,8 km), réputé pour ses 73 virages.

## Palmarès international
Pierre de Thoisy a participé à 448 courses, de 1978 à 2018, et obtenu 83 podiums et 56 victoires. 
- 24 Heures du Mans
  - 12 participations entre 1984 et 1999, dont 4 podiums et 2 victoires de classe :
  - 1984 : 1er en Groupe B (GT) sur BMW M1 (14e au général, avec Jean-François Yvon et Philippe Dagoreau).
  - 1988 : 1er en Prototype LMP2 sur Spice SE88C-Cosworth (13e au général, avec Gordon Spice et Ray Bellm).
  - 1993 : 2e en classe GT sur Porsche 911 Carrera RSR (16e au général, avec Jack Leconte et Jesús Pareja).
  - 1994 : 2e en catégorie IMSA/GTS sur Mazda RX 7 GTO (15e au général avec Yōjirō Terada et Franck Fréon).
- 24 Heures de SPA
  - 15 participations (de 1979 à 1993), dont 3 podiums et 2 victoires de classe, sur Volkswagen Golf GTI et Alpine Renault A310 V6.
- 24 Heures du Nürburgring
  - 15 participations (de 1996 à 2013), 14 fois classé, dont 10 podiums et 2 victoires en Tourisme sur BMW M1 coupé 400 ch, en 2012 avec Thierry Depoix et Kurt Thiel, et en 2013 avec Maxence Maurice et Philippe Haezebrouck.
- La Carrera Panamericana (Mexique)
  - 16 participations (de 1991 à 2010), 15 fois classé, dont 7 victoires au scratch sur Studebaker Champion 1953, moteur V8 Chevy 5,9 L, 500 ch avec ces six copilotes : Philippe Lemoine (1997-1998), Jacques Tropenat (pt) (1999), Jean-Pierre Gontier (2000), Carlos Macaya (2001), Pierre Schockaert (2003) et Frédéric Stoesser (2007).

Autres victoires principales :
- Vainqueur du Championnat d'Europe CER 2007 (Classic Endurance Racing) sur prototype Chevron B21 avec Olivier Cazalières (1er au Nürburgring.
- Vainqueur du Mans Classic 2006 sur Chevron B21 avec Philippe Haezebrouck,
- Vainqueur des 2 Tours d'Horloge 2002 à Magny-Cours (Championnat VdV), sur prototype Chevron B16 avec Michel Quiniou & Steve Itchins.
- Vainqueur du Trophée Bardahl 1992 sur AC-COBRA RAM, moteur V8 Ford, 400 ch (6 victoires, dont Dijon, Charade, Nogaro, Rouen-les-Essarts).